# Людовик (герцог Гиени)
Людовик Гиеньский (Луи; фр. Louis de Guyenne, 22 января 1397, Париж — 18 декабря 1415, Париж) — третий сын и наследный принц (дофин) французского короля Карла VI Безумного и Изабеллы Баварской, дочери герцога Баварии Стефана III Великолепного и Таддеи Висконти.

## Биография
Людовик родился в 1397 году. В 1399 году дофин Карл опасно заболел, и после двух месяцев тяжёлой болезни его тело впало в крайнее истощение и представляло собой лишь кости, обтянутые кожей. В Париже ходили упорные слухи, будто дофин чах от медленно действующего яда, Изабеллу Баварскую обвиняли в том, что она не может или не желает помочь сыну, несколько раз парижская толпа заставляла её выводить ребёнка на балкон, дабы удостовериться, что он ещё жив. Современные исследователи полагают, что дофин скончался от туберкулёза. Карл умер 13 января 1401 года в возрасте почти 9 лет и был похоронен в королевской усыпальнице Сен-Дени. Наследником стал его младший брат Людовик.
В том же 1401 году он был назначен новым герцогом Гиеньским и был возведён в звание пэра герцогства Гиень. В 1412 году он также носил титул графа Мортен. 31 декабря 1409 года, несмотря на свой юный возраст, он был назначен главой Совета Короля из-за безумия своего отца Карла VI, то есть его наместником. Однако реальными лидерами Совета были его мать Изабелла Баварская и Жан Бесстрашный. В 1412 году он женился на Маргарите Бургундской (1393—1441), дочери Жана Бесстрашного.
В ноябре 1407 года Людовик Орлеанский был убит по приказу Жана Бесстрашного. Это убийство на время сплотило всех принцев крови. Сложившаяся партия противников Жана Бесстрашного в разное время включала в себя вдову Людовика Орлеанского Валентину Висконти, их сына Карла Орлеанского, Жана Беррийского, Людовика II Анжуйского, Людовика II Бурбонского и его сына Жана I Бурбонского, сыновей Карла VI Людовика Гиеньского, Жана Туреньского и будущего короля Карла VII. Эта партия первоначально называлась орлеанской, но своё более распространённое название — арманьяки — она получила от имени наиболее активного своего члена графа Бернара VII Арманьяка, с 1410 года тестя Карла Орлеанского, с 1415 года коннетабля. Так что Людовик Гиеньский стал номинальным главой партии арманьяков. Сторонников Бургундских герцогов Филиппа II, Жана Бесстрашного и Филиппа III Доброго в русскоязычной литературе называют бургиньонами (то есть буквально «бургундцами»).
Людовик Гиеньский появился на политической сцене в 1413 году, когда в Париже вспыхнуло восстание кабошьенов. В этом году Жан Бесстрашный созвал Штаты Лангедойля, а бургиньоны, оказавшиеся в подавляющем большинстве в Штатах, и подогреваемые ими парижские низы вели себя вызывающе. 27 апреля 1413 года мятежники во главе с парижским мясником Симоном Кабошем ворвались во дворец Людовика Гиеньского, наместника больного короля, перебили его друзей, а затем убили всех найденных ими в Париже арманьяков. В течение последующего месяца мятеж следовал за мятежом, бунтовщики требовали от безумного короля и Штатов всё больших уступок. В результате этого был издан Великий реформаторский ордонанс. Будучи делом рук одной партии, изданный в условиях террора, этот ордонанс только вызвал ответную реакцию арманьяков.
В течение июля 1413 года все лидеры арманьяков пришли к соглашению с Людовиком Гиеньским, бежавшим из Парижа в Понтуаз. 4 августа Людовик Гиеньский, приветствуемый населением столицы, уставшим от террора бургиньонов, вернулся в Париж. 23 августа Жан Бесстрашный, в свою очередь, бежал из столицы. 1 сентября в Париж вступили отряды арманьяков, возглавляемые принцами. 5 сентября Великий реформаторский ордонанс был отменён, герцог Бургундский был торжественно объявлен вне закона. Теперь уже торжествующие арманьяки обрушили репрессии на бургиньонов, многие из которых лишились имущества и жизни. В феврале 1415 года враги подписали Аррасский мир, по которому приговор об изгнании Жану Бесстрашному был отменён, но ни власти, ни компенсаций он не получил. Пятьсот его ближайших сторонников были исключены из списка амнистированных.
В начале декабря 1415 года Людовик сильно простудился, когда отправился с визитом к матери. Осложнением стала тяжёлая дизентерия, и 18 декабря дофин скоропостижно скончался. Его младший брат Жан Туреньский сменил его на посту дофина Франции.

## В кинематографе
- В фильме «Король» 2019 года роль Людовика исполнил Роберт Паттинсон.